# Fonació
La fonació és el procés de generació del so glotal, la base de la veu. Implica la vibració dels plecs vocals, i requereix l'ús coordinat del sistema respiratori i l'òrgan de la laringe. El so glotal és modificat per ressonància en el seu pas pel tracte vocal, generant els diferents sons de la veu.
La fonació s'efectua per les accions dels músculs laringis intrínsecs, ja que mouen els diversos cartílags i així canvien les posicions d'aquests entre si. Aquests moviments fan que les plecs vocals s'aproximin (adducció) o separin entre si en una àmplia obertura (abducció). El moviment resultant de la contracció dels músculs laringis intrínsecs, produeix així les característiques de massa, longitud i tensió que modifiquen els plecs vocals.
Si els plecs vocals estan en tensió, aleshores la glotis es troba gairebé tancada i, en vèncer l'obstacle, el pas de l'aire produeix una sèrie de vibracions i s'emet un so. La producció de la veu depèn de la relació equilibrada entre les forces exercides pels músculs intrínsecs de la laringe i la força exercida per la pressió de l'aire expirat des dels pulmons. Les més petites desviacions d'aquest equilibri precari produeixen una notable alteració en el to, la potència o la qualitat de la veu produïda.